# احمد التربی
احمد التربی (عربی: أحمد التربي؛ زادهٔ ۶ ژوئن ۱۹۹۲) بازیکن فوتبال اهل لیبی است.
از باشگاه‌هایی که در آن بازی کرده‌است می‌توان به باشگاه فوتبال الداخلیه اشاره کرد.
وی همچنین در تیم ملی فوتبال لیبی بازی کرده‌است.